# Александровське сільське поселення (Читинський район)
Алекса́ндровське сільське поселення (рос. Александровское сельское поселение) — сільське поселення у складі Читинського району Забайкальського краю Росії.
Адміністративний центр та єдиний населений пункт — село Александровка.

## Населення
Населення сільського поселення становить 956 осіб (2019; 997 у 2010, 972 у 2002).